# Ambrose Dudley Mann

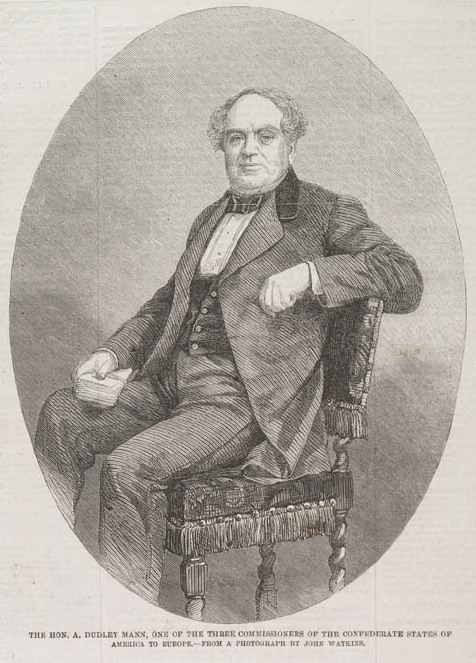
Ambrose Dudley Mann

Ambrose Dudley Mann (* 26. April 1801 in Hanover Courthouse, Hanover County, Virginia; † 15. November 1889 in Paris) war ein US-amerikanischer Diplomat, erster Assistant Secretary of State im Außenministerium der Vereinigten Staaten, Kommissar für die Konföderierten Staaten von Amerika und Konsul und Ehrenbürger in und von Bremen.

## Biografie
Mann studierte unter anderem an der United States Military Academy in West Point. Er war danach von 1842 bis etwa 1847 amerikanischer Konsul in Bremen. Er führte 1845 Verhandlungen über Handelsverträge mit dem Königreich Hannover, dem Großherzogtum Oldenburg und dem Großherzogtum Mecklenburg-Schwerin sowie 1847 mit allen weiteren deutschen Bundesstaaten mit Ausnahme von Preußen. 1849 wurde er US-Beauftragter in Ungarn und 1850 in der Schweiz, mit der er einen Staatsvertrag aushandelte.
1853 wurde Mann zum ersten Assistant Secretary of State des Außenministeriums der Vereinigten Staaten bestellt. Er nahm diese zweithöchste Stelle im Ministerium bis 1855 ein; dies war zur Zeit von US-Präsident Franklin Pierce und Außenminister William L. Marcy.
Während des Amerikanischen Bürgerkrieges (1861–1865) setzte Mann sich im Auftrag der Konföderierte Staaten vor allem für die Entwicklung der materiellen Interessen der Südstaaten ein. 1861 wurde er vom konföderierten Präsidenten Jefferson Davis und seinem Außenminister Robert Toombs zum ersten Kommissar der Konföderierten (Botschafter) in Europa ernannt, bald war er zuständig für Belgien und den Vatikan. 
Mann lebte nach seinem aktiven Dienst in Frankreich mit einer Wohnung in Paris und einem Landhaus in Chantilly. Er wurde auf dem Cimetière Montparnasse in Paris beigesetzt.

## Ehrungen
- Mann wurde 1847 für seine Verdienste um die Einrichtung der ersten US-Postlinie nach Bremerhaven zum Ehrenbürger der Freien Hansestadt Bremen ernannt.

| Personendaten    | Personendaten                                                           |
| ---------------- | ----------------------------------------------------------------------- |
| NAME             | Mann, Ambrose Dudley                                                    |
| KURZBESCHREIBUNG | US-amerikanischer Diplomat, erster Assistant Secretary of State der USA |
| GEBURTSDATUM     | 26. April 1801                                                          |
| GEBURTSORT       | Hanover Courthouse, Virginia                                            |
| STERBEDATUM      | 15. November 1889                                                       |
| STERBEORT        | Paris                                                                   |